# Kadsura
Kadsura – rodzaj roślin z rodziny cytryńcowatych (Schisandraceae). Obejmuje 17 gatunków występujących w Azji południowo-wschodniej.

## Morfologia
PokrójDrewniejące pnącza o pędach nagich (wyjątkiem jest Kadsura induta).
LiścieOgonkowe, o blaszce jajowatej do eliptycznej, cienkie lub skórzaste, całobrzegie lub ząbkowane, na szczycie zaostrzone, u nasady zbiegające, zaokrąglone, ucięte lub nieco sercowato wycięte.
KwiatyJednopłciowe, rośliny jednopienne lub dwupienne. Wyrastają pojedynczo lub w pęczkach po 2–4 w kątach liści. W kwiatach pręcikowych znajdują się liczne (13–80), wolne pręciki, ale czasem gęsto skupione. Kwiaty słupkowe z licznymi owocolistkami (od 17 do ok. 300). W komorach zalążni po 1–5 (rzadko do 11) zalążków.
OwoceZbiorowe (apokarpiczne), z poszczególnymi apokarpami kulistawymi lub jajowatymi, podczas dojrzewania żółknącymi lub czerwieniejącymi. Zawierają po 1–5 nasion (rzadziej do 11).

## Systematyka
Pozycja według Angiosperm Phylogeny Website (aktualizowany system System APG IV z 2016)
Jeden z trzech rodzajów rodziny cytryńcowatych (Schisandraceae) należącej do rzędu Austrobaileyales reprezentującego wczesne okrytonasienne.
Wykaz gatunków
- Kadsura acsmithii R.M.K.Saunders
- Kadsura angustifolia A.C.Sm.
- Kadsura borneensis A.C.Sm.
- Kadsura celebica A.C.Sm.
- Kadsura coccinea (Lem.) A.C.Sm.
- Kadsura heteroclita (Roxb.) Craib
- Kadsura induta A.C.Sm.
- Kadsura japonica (L.) Dunal
- Kadsura lanceolata King
- Kadsura longipedunculata Finet & Gagnep.
- Kadsura marmorata (Hend. & Andr.Hend.) A.C.Sm.
- Kadsura matsudae Hayata
- Kadsura oblongifolia Merr.
- Kadsura philippinensis Elmer
- Kadsura renchangiana S.F.Lan
- Kadsura scandens (Blume) Blume
- Kadsura verrucosa (Gagnep.) A.C.Sm.